# Інтердім
Інтердім — Іванівський Інтернаціональний Дитячий будинок. Був заснований 26 березня 1933 року. Інтердім — це інтернат для іноземних школярів.      
ІДБ — Інтернаціональний Дитячий Будинок.
ІМШІ — Іванівська Міжнародна Школа-Інтернат.
ІІШІ — Іванівська Інтернаціональна Школа-Інтернат ім. О.Д. Стасової.
Перебуває під опікою Російського товариства Червоного Хреста.

## Історія
Іванівський інтернаціональний дитячий будинок було засновано 1933 року за ініціативою О. Д. Стасової, голови МОДР (Міжнародної організації допомоги борцям революції), та іваново-вознесенських робітників для дітей, чиї батьки опинились в тюрмах країн з реакційними й фашистськими режимами. Засоби на будівництво першого комплексу будівель було зібрано з добровільних пожертв іванівських робітників і простих людей інших регіонів Радянського Союзу, а також відділень МОДР Німеччини, Швейцарії, Данії, Норвегії та інших країн. Створення такого дитячого будинку було виявленням інтернаціоналізму й доброї волі радянських громадян стосовно осиротілих дітей борців-антифашистів.

## Діяльність
Першими вихованцями були діти антифашистів з Німеччини, Греції, Австрії, Болгарії, Угорщини, Італії та багатьох інших місць. В ході громадянської війни в Іспанії до Інтердому не раз прибували іспанські діти. Розвиток революційних подій у Китаї привів до Інтердому багатьох китайських вихованців.
Іванівський Інтердім став для них другою батьківщиною. Життя, історія і культура країни обйєднала їх у єдину спільноту з радянським народом, що яскраво проявилось у роки Німецько-радянської війни, коли 54 вихованця добровільно пішли на фронт. 17 з них не повернулись.
За свою майже 80-річну історію вихованцями дитячого будинку були діти з понад 80 країн земної кулі. Національний склад дітей Інтердому став індикатором соціальних потрясінь у різних куточках світу. Революційний рух в Ірані – іранські діти, заколоти у Греції й у Чилі – грецькі та чилійські діти, громадянські війни в країнах Африки – ангольські, ефіопські та нігерійські діти.

## Сучасність
В Інтердомі виховувалась велика група дітей з зони Чорнобильської катастрофи. нині[коли?] тут живуть та виховуються понад 420 дітей з гарячих точок міжнаціональних конфліктів, із зон стихійних лих багатьох куточків Росії, а також із ближнього та дальнього зарубіжжя.
1991 року Інтердім набув свого сучасного вигляду. Завершилось будівництво та реконструкція комплексу будівель цього закладу. Нині[коли?] – це найбільший у Росії дитячий будинок. 

## Основні дати історії Інтердому
- 1933 – Засновано перший і єдиний у світі Інтернаціональний Дитячий Будинок
- 1941 – 54 вихованця добровільно пішли на фронт. У боротьбі з фашистами[джерело?] загинули 17 вихованців
- 1948 – дитячий будинок передано Радянському Червоному Хресту
- 1961 – Зведено нову школу
- 1974 – Зведено новий корпус гуртожитку, де проживають учні у дійсний[який?] час
- 1978 – За успіхи у навчанні та вихованні нового покоління Інтердім нагороджений орденом Дружби Народів
- 1983 – Інтердім урочисто відсвяткував 50-річний ювілей. За успіхи у вихованні та навчанні дітей Інтердім нагороджений орденом Республіки Болгарія «Народна Республіка Болгарія» 1 ступеню й орденом НДР «Зірка Дружби Народів» в золоті
- 1991 – Завершилось будівництво нового комплексу будівель Інтердому
- 2003 – Інтердому виповнилось 70 років

## Вихованці
- Курт Ремлінг
- Фріц Штраубе
- Гельмут Шміт
- Енріке Вілар
- Альдо Віво
- Хорхе Віво
- Сергій Аньїн — син Мао Цзедуна
- Драгутін Вареско
- Олександр Карастоянов
- Мітко Димитров — син Георгія Димитрова
- Рудольф Гундерман
- Аврум
- Анатолій Вольгендлер
- Шолом Вольгендлер
- Ася Вольгендлер

## В мистецтві
- Фільм 1976 року «Щоденник Карлоса Еспіноли» (режисер Валентин Селиванов), події якого розгортаються в інтернаціональній школі-інтернаті для дітей борців за незалежність, підпільників та емігрантів.
- У книзі О. Ільїної Четверта висота [Архівовано 27 березня 2010 у Wayback Machine.] Гуля Королёва проводить кілька днів з вихованцями Інтердому. Тут її прийняли в піонери.